# فيديريكو منديز
فيديريكو منديز (بالإسبانية: Federico Méndez) هو رائد أعمال أرجنتيني، ولد في 2 أغسطس 1972 في مندوزا في الأرجنتين.

## وصلات خارجية
- فيديريكو منديز على موقع دوري الرغبي الممتاز (الإنجليزية)
- فيديريكو منديز عل موقع إسبنسكروم (الإنجليزية)
- فيديريكو منديز على موقع ItsRugby.co.uk (الإنجليزية)